# Schartner Bombe

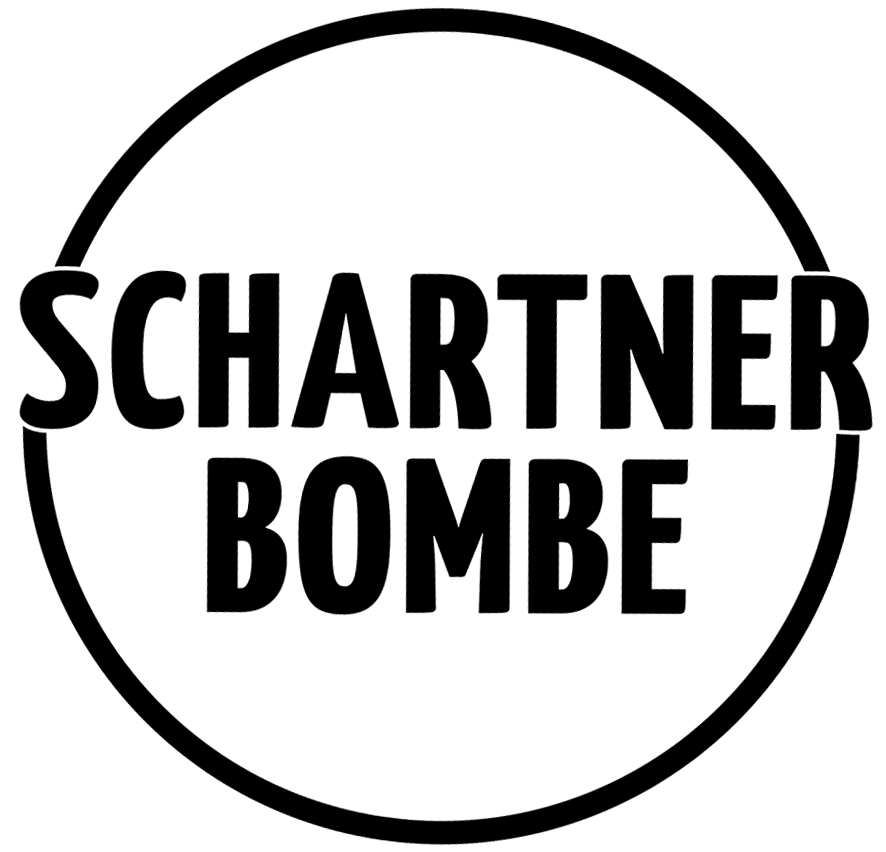
Logo

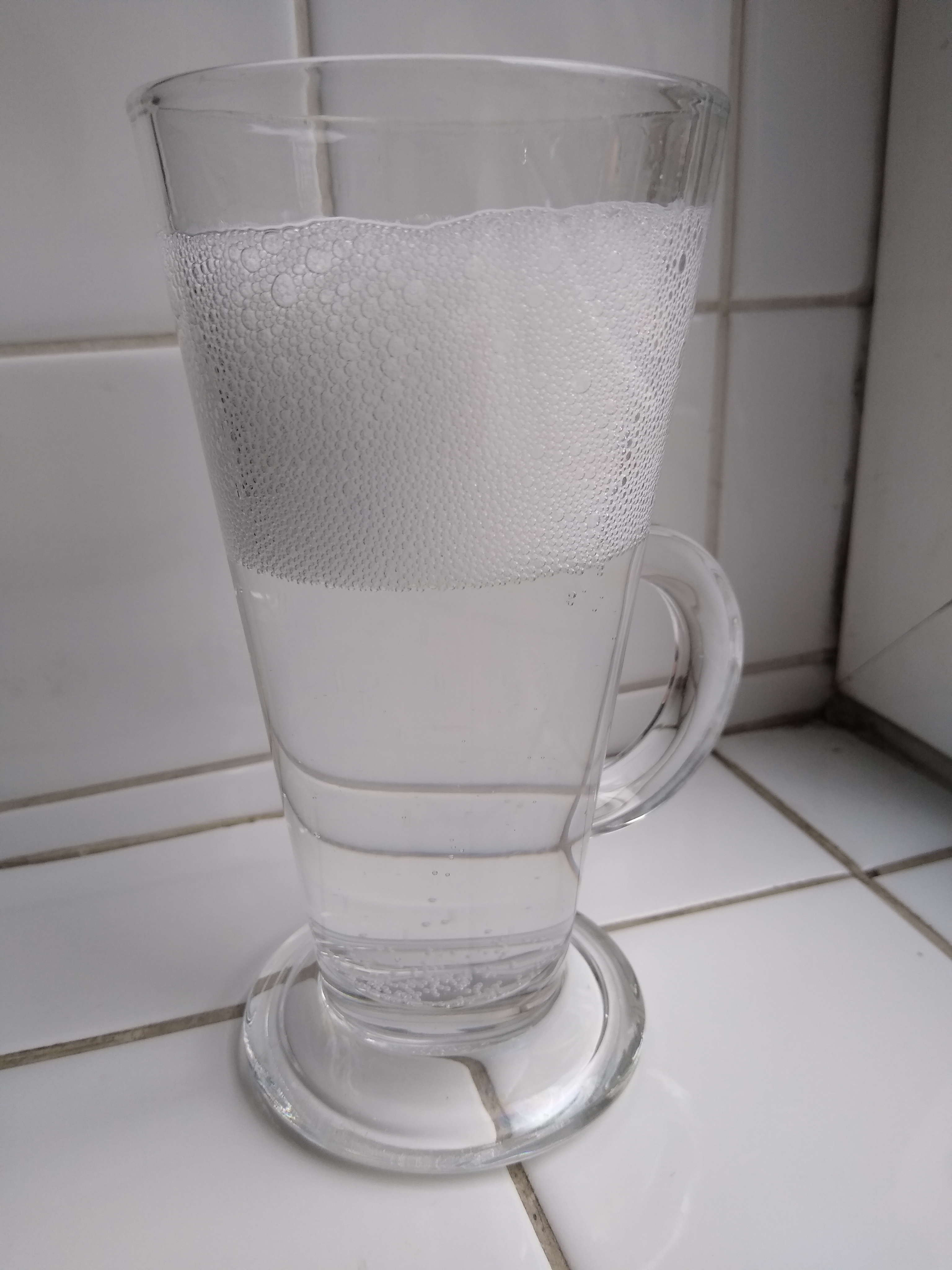
Schartner Bombe – Zitrone

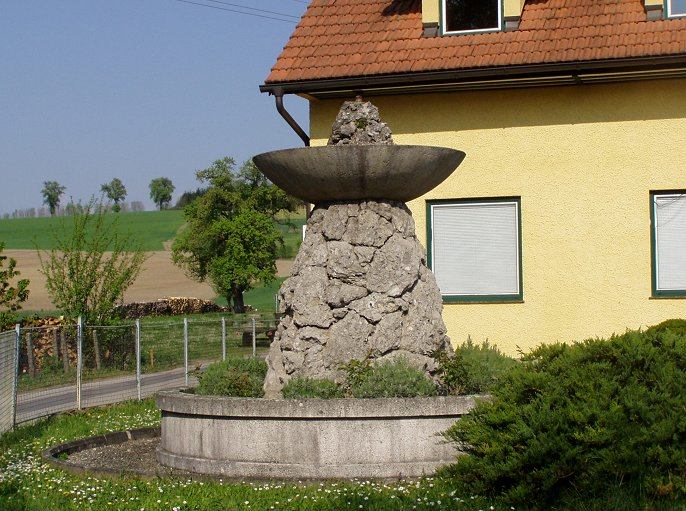
Schartner Quelle in Scharten

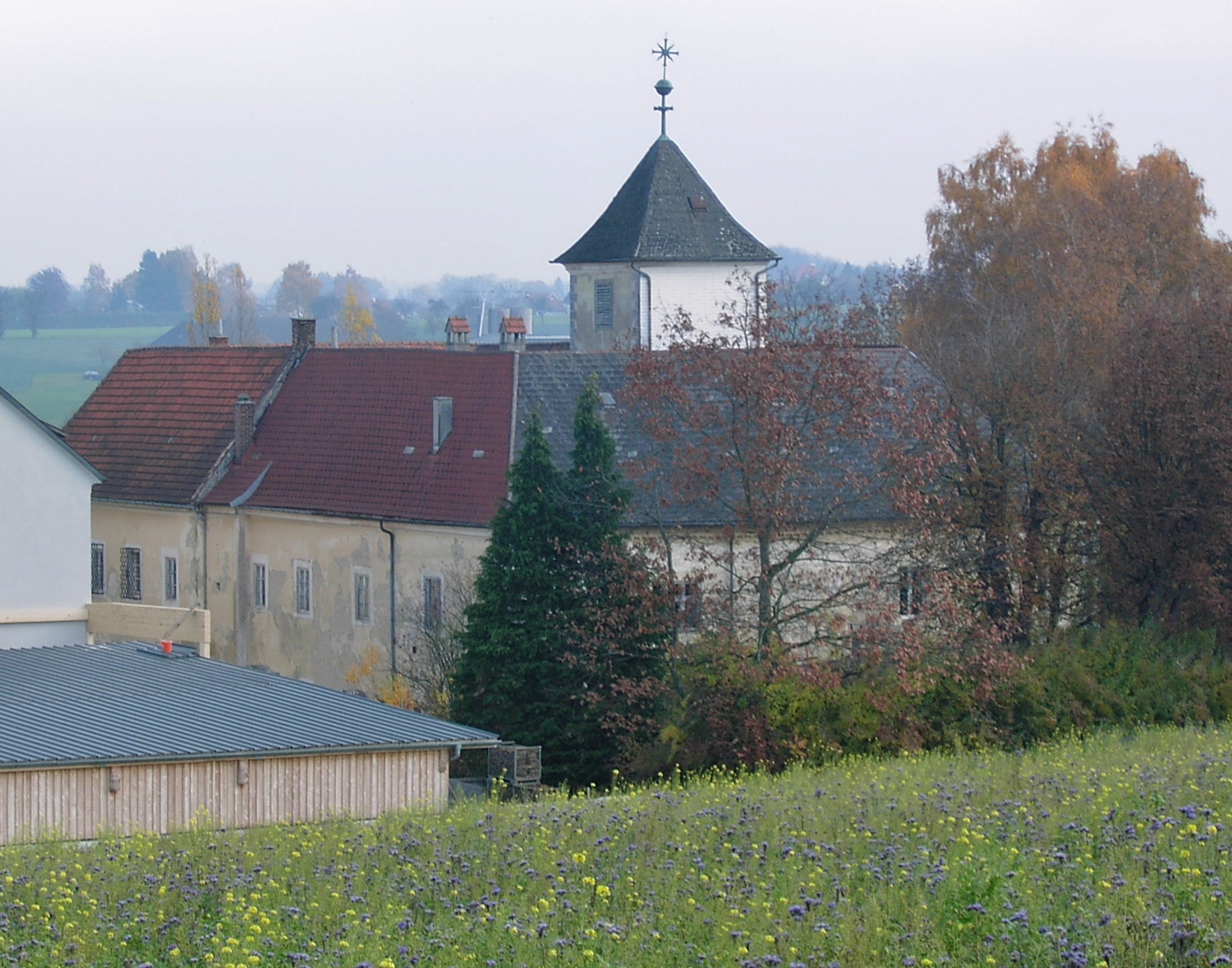
Jahrzehntelang wurde Schartner Bombe im Schloss Mühlgrub in Pfarrkirchen bei Bad Hall produziert

Schartner Bombe ist eine österreichische Limonadenmarke.

## Geschichte
Vor dem Ersten Weltkrieg stieß man im Ort Leppersdorf in der Gemeinde Scharten auf eine Quelle, aus der rund 21 Grad Celsius warmes Wasser floss, das später in einen Brunnen gefasst und für ein Badehaus verwendet wurde. Um 1927 begann Otto Burger im Hoftrakt seines Elternhauses in Linz eine Getränkeproduktion mit dem Quellwasser aus Scharten und war damit der erste Hersteller der Schartner Bombe.
Nach der Einstellung des Betriebes während des Zweiten Weltkriegs finden sich erst in den 1950er Jahren weitere Einträge in der Chronik. Die Welser Unternehmerfamilie Bartenstein kam in den Besitz der Quelle und übernahm die Produktion und den österreichweiten Vertrieb der Schartner Bombe. 1956 erfolgte der Vertrieb durch die Firma Fein aus Mühlgrub bei Bad Hall, die die Schartner Bombe 1961 kaufte und auch die Abfüllung übernahm. In weiterer Folge wurde die Firma an die Steirerbrau AG verkauft, die wiederum in der Brau Union Österreich aufging. Da diese seinerzeit die Lizenz für eine amerikanische Limonadenmarke besaß, wurde die Marke „Schartner Bombe“ schließlich im Jahr 1995 an die Firmengruppe Starzinger aus Frankenmarkt verkauft, die seither die verschiedenen Sorten der Bombe ausschließlich national vermarktet.

## Marke
Die Marke wurde durch ihre namensgebende, charakteristische grüne Glasflasche bekannt, die 16,5 Zentimeter hoch ist, einen Durchmesser von 6,5 Zentimeter aufweist und die 0,25 Liter Inhalt fasst. Später wurde das Getränk auch in PET-Flaschen und in Dosen (jeweils 0,35 l) abgefüllt. Schartner Bombe wird in den Sorten Zitrone, Orange, Himbeere, Kräuter, Maracuja, Pfirsich, Ananas, Spezi, Cola, Ginkgo Orange, Kirsche, sowie als zuckerfreie Variante in den Sorten Orange, Grapefruit und Vitamin A+C+E hergestellt. Das Markenzeichen Schartner Bombe war anfangs erhaben auf der grünen Glasflasche ausgebildet, später am gelb dominierten Papieretikett mit dem Schnittbild durch die jeweilige Frucht bzw. als Aufdruck auf Alublech dargestellt. Der 1960 gegründete Radsportclub (Union) Eferding wurde 1962 bis 1980 und später neuerlich von Schartner Bombe gesponsert. Seine Radrennfahrer erzielten bedeutende Erfolge.